# Спотыкач
Споты́кач ― противопехотное проволочное малозаметное препятствие на низких кольях (0,2 — 0,3 метра) для маскировки в густой траве или на вырубке. 
Спотыкач относится к быстро устраиваемым и малозаметным препятствиям, поскольку требуют очень небольшого количества лесного материала. Препятствие (заграждение) представляет собой четыре — 6 рядов 25—30 сантиметровых кольев, к которым сверху с помощью проволочных скоб протягивается две — три нити ненатянутой колючей проволоки, одна или две нити протягиваются так, что образуют петли. Общая глубина заграждения составляет 4,5 и больше метров.
«Спотыкач» предназначен для замедления движения пехоты и лишения её возможности наблюдать за полем боя и вести прицельный огонь из стрелкового оружия.

… 14. Каждую стрелковую ячейку, независимо от наличия перед ней общих загражденийпроволока, минные поля), обеспечить непосредственными препятствиями, как то: замаскированные волчьи ямы, канавы и ровики, спотыкачи, низко натянутая на кольях проволока. Все препятствия располагать в 4-5 м от ячейки и тщательно замаскировать. …— Директива командующего войсками Карельского фронта о службе войск 7-й армии на переднем крае обороны, от 2 сентября 1944 года.